# Brave (singel Kelis)
Brave – piosenka electro-house'owa stworzona na piąty album studyjny amerykańskiej piosenkarki Kelis pt. Flesh Tone (2010). Wyprodukowany przez kuzynów Alle i Benny'ego Benassi, utwór wydany został jako czwarty singel promujący krążek dnia 6 stycznia 2011 roku.

## Informacje o utworze
Piosenkę "Brave" nagrano w Casa de Kelis, osobistym studio wykonawczyni w jej rezydencji w Los Angeles. Autorami kompozycji są James Fauntleroy II, will.i.am, Jean Baptiste (współautor pierwszych trzech singli promujących album Flesh Tone), a także sama Kelis.
Utwór wykorzystano w grze komputerowej The Sims 3: Po Zmroku. Specjalnie na potrzeby gry Kelis nagrała "Brave" w sztucznym języku simlisz.

## Wydanie singla
Premiera singla miała miejsce 6 stycznia 2011; wówczas utwór opublikowano w systemie digital download na terenie Wielkiej Brytanii. "Brave" spotkał się z ogólnoświatową promocją airplayową, także na terenie Polski.
Singel poniósł porażkę komercyjną, będąc notowanym na dwóch tylko listach przebojów: w Wielkiej Brytanii, na pozycji #123 UK Singles Chart, oraz w Belgii, w zestawieniu Ultratip 30, stanowiącym rozszerzenie flamandzkiego Ultratop 50.

## Teledysk
Teledysk do utworu "Brave" swoją premierą odnotował ponad miesiąc przed oficjalnym wydaniem samego singla, 20 listopada 2010 roku. Wideoklip jest minimalistyczny w formie, przedstawia jedno tylko ujęcie ubranej w biały top wokalistki na śnieżnobiałym tle (czas ujęcia odpowiada czasowi trwania utworu). Kamera porusza się w momentach, gdy pojawia się mocniejszy bit. Reżyserią klipu zajął się brytyjski fotograf John "Rankin" Waddell.

## Listy utworów i formaty singla
Ogólnoświatowe promo CD
1. "Brave" − 3:32

Brytyjski digital download
1. "Brave" (Arveene & Misk Remix) − 4:03
2. "Brave" (Marc Spence Remix) − 5:53
3. "Brave" (Gemini Remix) − 4:54
4. "Brave" (Dark Sky Remix) − 5:20
5. "Brave" (Third Party Remix) − 7:16

## Pozycje na listach przebojów
| Kraj/region        | Notowanie (2011) | Wydawca  | Najwyższa pozycja |
| ------------------ | ---------------- | -------- | ----------------- |
| Belgia ( Flandria) | Ultratip 30      | Ultratop | 29                |
| Wielka Brytania    | UK Singles Chart | OCC      | 123               |